# Operation Gratitude (Zweiter Weltkrieg)
Die Operation Gratitude (engl. Gratitude „Dankbarkeit“; auch als South China Sea Raid bezeichnet) war eine militärische Operation des Pazifikkrieges, bei der die Fast Carrier Task Force der US Navy unter Admiral Halsey im Januar 1945 ins Südchinesische Meer vorstieß und dort gegen japanische Schiffe und Stützpunkte entlang der vietnamesischen und südchinesischen Küste vorging.
Die Operation fand parallel zur Schlacht um Luzon im Rahmen der Rückeroberung der Philippinen statt. Ursprünglich sollte die Trägerflotte nur die Inselgruppe absichern; Admiral Halsey, dem diese defensive Rolle missfiel, setzte jedoch nach wiederholtem Drängen die von ihm entworfene Offensivoperation Gratitude durch. Die Amerikaner planten dabei einerseits, die feindlichen Nachschublinien zwischen der Malaiischen Halbinsel, den Philippinen und dem japanischen Mutterland zu unterbrechen. Andererseits lag ihnen ein (falsch interpretierter) Bericht der Meynier-Gruppe vor, wonach zahlreiche japanische Kriegsschiffe, die die Zerschlagung der Kombinierten Flotte bei Leyte überstanden hatten, sich in die Cam-Ranh-Bucht im besetzten Französisch-Indochina zurückgezogen hätten und nun von dort aus einen Gegenangriff auf die amerikanischen Nachschublinien planen würden.
Nach einer ersten Angriffswelle gegen die Marine- und Luftwaffenstützpunkte in Indochina wandte sich die US-Trägerflotte nach Norden und griff Ziele in Formosa und Südchina, besonders Hongkong, an.
Obwohl kein größeres japanisches Kriegsschiff anzutreffen war, endete die Operation als amerikanischer Erfolg, da dutzende Transportschiffe, darunter zahlreiche Tanker, versenkt werden konnten. Auch wurden die Flugplätze der Region schwer getroffen. Die japanische Militärführung rechnete in der Folge mit einer US-Invasion in Südchina und verlegte zusätzliche Truppen dorthin.

## Ablauf
Am 30. Dezember 1944 verließ die Trägerflotte (Task Force 38) unter Vizeadmiral McCain ihren Stützpunkt Ulithi (Karolinen) in Richtung Luzonstraße. Der Verband umfasste zu diesem Zeitpunkt drei Hauptkampfgruppen (Task Group 38.1, 38.2 und 38.3) mit je vier Flugzeugträgern sowie eine Nachtkampfgruppe (38.5) mit zwei Trägern.
Am 3. Januar 1945 begannen trotz heftiger Unwetter Luftangriffe auf Flugplätze und Häfen in Formosa, Ryūkyū und den Pescadoren. Die Angriffe wurden anschließend in den nächsten Tagen auf Luzon konzentriert, um die Landung im Golf von Lingayen vorzubereiten. Am 9. Januar wurden dann wieder Ziele im Norden bombardiert. Dabei versenkten Flugzeuge der Trägergruppe unter anderem die verbliebenen Schiffe des Konvois Mo-Ta-30 (darunter der Truppentransporter Hisagawa Maru mit über 2000 Toten).

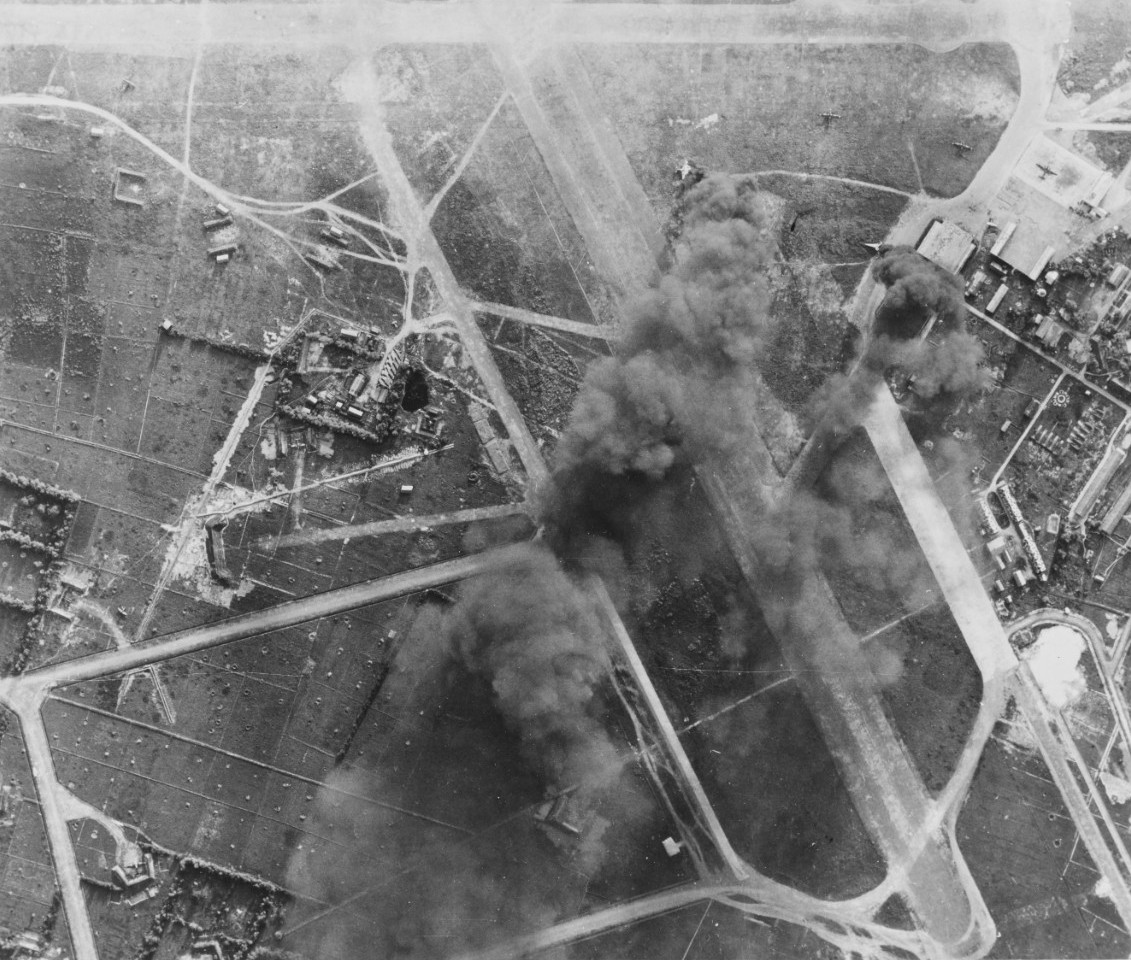
Der Flugplatz Tan Son Nhut bei Saigon unmittelbar nach dem Angriff am 12. Januar.

Nach der erfolgreichen Landung der 6. US-Armee auf Luzon am gleichen Tag hatte die Trägerflotte ihr Hauptziel auf den Philippinen erfüllt und konnte nach Westen vorstoßen. Am 10. Januar erreichte man – weiterhin durch schwere Unwetter behindert – das Südchinesische Meer, womit Operation Gratitude begann. Am 11. Januar wurde die Flotte betankt. In den frühen Morgenstunden des 12. Januar begann der Angriff auf Cam Ranh und andere Marinestützpunkte im südlichen Vietnam (darunter Qui Nhon, Cap Saint-Jacques und Saigon). Eine Schlachtschiff-Kampfgruppe wurde in Küstennähe vorausgeschickt, um feindliche Flucht- oder Angriffsversuche abfangen zu können. Die Japaner hatten die feindliche Flotte nicht bemerkt und wurden durch den Angriff völlig überrascht. Ohne nennenswerte Gegenwehr konnten US-Flugzeuge über 40 größere Schiffe versenken, darunter etwa 30 Frachtschiffe mit insgesamt 116.000 bis 142.000 BRT (je nach Quelle). Bei den versenkten Kampfschiffen handelte es sich um den Schulkreuzer Kashii, sieben Kaibōkan-Geleitschiffe, zwei erbeutete Minensucher (Patrouillenboot Nr. 103 – ehemals USS Finch – sowie W-101 – ehemals HMS Taitam), zwei U-Jagd-Boote sowie ein Landungsschiff. Schätzungsweise starben mindestens 1500 Japaner auf den Schiffen. Daneben wurde auch der französische Leichte Kreuzer Lamotte-Picquet trotz gehisster Trikolore versenkt. Des Weiteren wurden über hundert japanische Flugzeuge am Boden zerstört. Die Amerikaner verloren 23 Maschinen, größtenteils durch technische Defekte.
In den nächsten zwei Tagen zog sich der US-Trägerverband nach Norden zurück und wurde im heftigen Sturm erneut betankt. Am 15. Januar fanden  wieder massive Angriffe gegen Formosa statt. Auf der Insel wurden Flugplätze und Fabriken bombardiert, vor der Küste die Zerstörer Hatakaze und Tsuga, ein Landungsschiff, ein Reparaturschiff sowie ein Tanker und ein Frachttransporter versenkt.

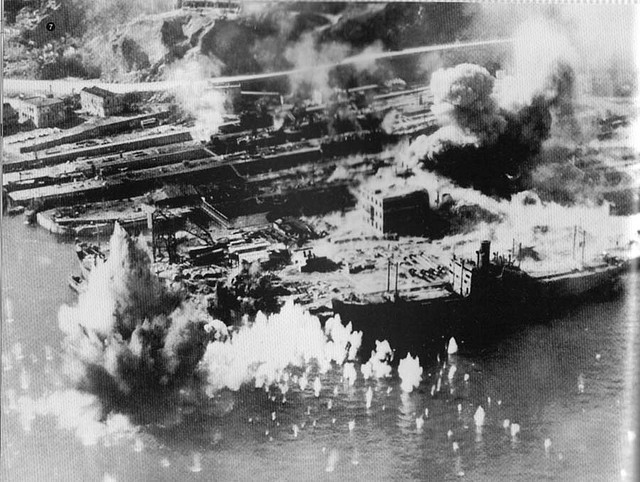
Die Taikoo-Werft in Hongkong während des Angriffs am 16. Januar.

Anschließend bewegte sich der Verband nach Westen und griff Ziele auf dem chinesischen Festland an. Neben Hongkong wurden auch Kanton, das formal neutrale Macau sowie die Insel Hainan attackiert. In Hongkong zerstörten die Amerikaner Teile des Flughafens Kai Tak sowie mehrere Docks, töteten aber auch hunderte Zivilisten in den angrenzenden Vierteln. Da inzwischen der Überraschungseffekt vergangen war, wurden 22 US-Flugzeuge von der Luftabwehr abgeschossen, 27 weitere gingen durch Unfälle verloren.
Aufgrund der stürmischen See und der Gefahr eines japanischen Gegenschlages gab der Pazifik-Oberbefehlshaber Chester W. Nimitz nun den Befehl zum Rückzug. Nach der erneuten, zwei Tage dauernden Betankung zog sich der Trägerverband am 19. Januar folglich wieder nach Osten zurück. Am 20. Januar verließ man durch die Luzonstraße das Südchinesische Meer. Hier konnten US-Flugzeuge einen Verband japanischer Transportflugzeuge, die Militärpersonal von den Philippinen evakuierten, abfangen und 15 der Maschinen abschießen.
Am 21. Januar fand eine weitere Angriffswelle gegen Formosa statt, bei der zehn Handelsschiffe versenkt und über 100 japanische Flugzeuge zerstört wurden. Bei einem Gegenangriff japanischer Jäger und Kamikaze-Flieger wurden jedoch die Langley und die Maddox leicht und der große Flugzeugträger Ticonderoga schwer beschädigt. Ebenfalls beschädigt wurde die Hancock, als ein zurückkehrender Avenger-Bomber bei der Landung eine Bombe verlor.
Am 22. Januar fand schließlich noch eine Angriffs- und Aufklärungsmission gegen die Ryūkyū-Inseln statt, bevor die Träger am 25. Januar nach Ulithi zurückkehrten.